# Mateusz Możdżeń
Mateusz Możdżeń (* 14. März 1991 in Warschau, Polen) ist ein polnischer Fußballspieler. Er spielt seit 2019 bei Widzew Lodz in der 1. Liga.

## Karriere
Możdżeń begann seine Karriere in der Jugendmannschaft von Ursus Warschau, von wo er 2007 in die Jugendabteilung von Amica Wronki wechselte. Nach einem halben Jahr bei Amica Wronki wechselte er Anfang 2008 zu Lech Posen, wo er 2009 in die erste Mannschaft geholt wurde. Sein Debüt in der höchsten polnischen Spielklasse gab der linke Mittelfeldspieler am 18. Oktober 2009 gegen Wisła Krakau, als er in der 90. Minute ausgewechselt wurde. Elf weitere Saisonspiele folgen. Am Ende der Saison wurde Możdżeń mit Lech polnischer Meister.
In der darauffolgenden Saison 2010/11 gab er sein Debüt auf europäischer Klubebene. Im Play-off-Qualifikationsspiel zur Europa League gegen Dnipro Dnipropetrowsk wurde Możdżeń für den Bosnier Semir Štilić in der 89. Minute eingewechselt. Das Spiel in der Ukraine wurde 1:0 gewonnen. Sein erstes Profitor schoss er am 31. Oktober 2010 gegen Wisła Krakau (4:1) in der Nachspielzeit, nachdem er in der 90. Minute für Sławomir Peszko eingewechselt worden war.
In der Saison 2011/12 wurde er schließlich Stammspieler bei Lech Posen. Nach fünf Jahren wechselte er 2014 zum Ligakonkurrenten Lechia Gdańsk, wo er in der Saison 2014/15 zu 24 Ligaspielen kam. Zur Saison 2015/16 unterschrieb Możdżeń einen 2-Jahres-Vertrag bei Podbeskidzie Bielsko-Biała. Nachdem er mit dem Klub am Ende der Saison abgestiegen ist, schloss er sich dem Erstligisten Korona Kielce an. Sein Vertrag lief 2019 in Kielce aus.
Nach einem halben Jahr bei Zagłębie Sosnowiec schloss sich Możdżeń 2019 Widzew Lodz an.

## Erfolge
- Polnischer Meister: 2010